# Lijst van rijksmonumenten in Westland
Onderstaand alle rijksmonumenten in de Nederlandse gemeente Westland per kern weergegeven. 

## De Lier
De plaats De Lier kent 9 rijksmonumenten:
| Object | Oorspronkelijke functie?  | Bouwjaar                       | Architect | Locatie                  | Coördinaten?                  | Nr.?   | Afbeelding |
| --- | ------------------------- | ------------------------------ | --------- | ------------------------ | ----------------------------- | ------ | --- |
| Nederlands Hervormde Kerk                                                                                                   | Kerk en kerkonderdeel     | waarschijnlijk midden 15e eeuw |           | Hoofdstraat 51           | 51° 58' 28" NB, 4° 14' 56" OL | 25879  | Meer afbeeldingen |
| Toren van de Herv. Kerk | Kerk en kerkonderdeel     | waarschijnlijk midden 15e eeuw |           | Hoofdstraat bij 53       | 51° 58' 28" NB, 4° 14' 53" OL | 25880  | Meer afbeeldingen |
| Pand met trapgevel, versierd met geblokte ontlastingsbogen, natuurstenen waterlijsten en sierankers                         | Werk-woonhuis             | 17e eeuw                       |           | Hoofdstraat 54           | 51° 58' 28" NB, 4° 14' 57" OL | 25881  | Pand met trapgevel, versierd met geblokte ontlastingsbogen, natuurstenen waterlijsten en sierankers                         |
| Boerderij waarvan het dwarse woongedeelte rechts een onderkelderde opkamer heeft en gedekt wordt door een rieten wolfdak    | Boerderij                 | 17e-18e eeuw                   |           | Noordlierweg 4           | 51° 59' 10" NB, 4° 16' 57" OL | 25882  | Meer afbeeldingen |
| Gepleisterde boerderij uit de 17e of 18e eeuw met fraai bouwlichaam. Rieten schilddak en vensters met negenruitsschuiframen | Boerderij                 | 17e of 18e eeuw                |           | Oostbuurtseweg 51        | 51° 58' 59" NB, 4° 16' 60" OL | 25883  | Gepleisterde boerderij uit de 17e of 18e eeuw met fraai bouwlichaam. Rieten schilddak en vensters met negenruitsschuiframen |
| Boerderij onder omlopend rieten schilddak                                                                                   | Boerderij                 | 17e eeuw                       |           | Woudtzicht 1             | 51° 59' 14" NB, 4° 16' 54" OL | 33384  | Meer afbeeldingen |
| De Timmerwerf | Woonhuis                  | eerste helft van de 17e-eeuw   |           | Hoofdstraat 63           | 51° 58' 29" NB, 4° 14' 58" OL | 506289 | Meer afbeeldingen |
| Vrijstaande houtloods op het achtererf                                                                                      | Industrie                 | 1642-1700                      |           | Hoofdstraat 63           | 51° 58' 29" NB, 4° 14' 58" OL | 507408 | Meer afbeeldingen |
| Oude Liermolen | Industrie- en poldermolen | 1717                           |           | Laan van Adrichem bij 30 | 51° 58' 51" NB, 4° 16' 7" OL  | 527574 | Meer afbeeldingen |

## Honselersdijk
De plaats Honselersdijk kent 3 rijksmonumenten:
| Object                                                                       | Oorspronkelijke functie?  | Bouwjaar              | Architect | Locatie         | Coördinaten?                 | Nr.?  | Afbeelding        |
| ---------------------------------------------------------------------------- | ------------------------- | --------------------- | --------- | --------------- | ---------------------------- | ----- | ----------------- |
| Gepleisterd huis                                                             | Woonhuis                  | 19e eeuw              |           | Hofstraat 62-64 | 52° 0' 23" NB, 4° 13' 32" OL | 30172 | Meer afbeeldingen |
| Hofcomplex met terreinen waar voorheen het Huis Honselaarsdijk gestaan heeft | Sociale zorg, liefdadigh. | eerste helft 17e eeuw |           | Hofstraat 27    | 52° 0' 22" NB, 4° 13' 26" OL | 30173 | Meer afbeeldingen |
| Boerderij                                                                    | Boerderij                 | 18e eeuw              |           | Plaats 2-4      | 52° 1' 13" NB, 4° 13' 19" OL | 30174 | Meer afbeeldingen |

## Kwintsheul
De plaats Kwintsheul kent 8 rijksmonumenten:
| Object | Oorspronkelijke functie? | Bouwjaar                                      | Architect               | Locatie              | Coördinaten?                  | Nr.?   | Afbeelding                         |
| --- | ------------------------ | --------------------------------------------- | ----------------------- | -------------------- | ----------------------------- | ------ | ---------------------------------- |
| Watertoren | Nutsbedrijf              | 1900                                          |                         | Hollewatering bij 26 | 52° 1' 28" NB, 4° 14' 59" OL  | 518154 | Meer afbeeldingen                  |
| Tuinderswoning Sonnehoeck | Boerderij                | 1800                                          |                         | Groenepad            | 52° 1' 28" NB, 4° 14' 59" OL  | 518155 | Meer afbeeldingen                  |
| Tuindersbedrijf Sonnehoeck: acht kassen van verschillende typen en afmetingen                                                  | Boerderij                | 1900                                          |                         | Hollewatering bij 26 | 52° 1' 28" NB, 4° 14' 59" OL  | 518156 | Meer afbeeldingen                  |
| Tuindersbedrijf Sonnehoeck: ketelhuis op de zuidelijke hoek van het terrein                                                    | Industrie                | 1900                                          |                         | Hollewatering bij 26 | 52° 1' 28" NB, 4° 14' 59" OL  | 518157 | Meer afbeeldingen                  |
| Tuindersbedrijf Sonnehoeck: ketelhuis aan de noordzijde terrein van tuindersbedrijf Sonnehoeck                                 | Industrie                | 1900                                          |                         | Hollewatering bij 26 | 52° 1' 28" NB, 4° 14' 59" OL  | 518158 | Meer afbeeldingen                  |
| Tuindersbedrijf Sonnehoeck: Westlandse fruitmuur met nissen ten behoeve van de kweek van druiven en gelegen langs de slootkant | Erfscheiding             | ca. 1900                                      |                         | Hollewatering bij 26 | 52° 1' 31" NB, 4° 15' 5" OL   | 518159 | Meer afbeeldingen                  |
| Gemaal in neoclassicistische stijl                                                                                             | Gemaal                   | 1881                                          | J.P. van den Berg Janzn | Zwet 14              | 51° 59' 60" NB, 4° 16' 27" OL | 518165 | Gemaal in neoclassicistische stijl |
| Boerderij Halfwege, van het langsgeveltype                                                                                     | Boerderij                | 1600-1800 (eerste aanleg) ca. 1880 (verbouwd) |                         | Heulweg 29           | 52° 1' 16" NB, 4° 15' 56" OL  | 518168 | Meer afbeeldingen                  |

## Maasdijk
De plaats Maasdijk kent 1 rijksmonument:
| Object          | Oorspronkelijke functie? | Bouwjaar | Architect    | Locatie     | Coördinaten?                  | Nr.?   | Afbeelding        |
| --------------- | ------------------------ | -------- | ------------ | ----------- | ----------------------------- | ------ | ----------------- |
| Secretaireorgel | Vanwege onderdelen kerk  | 1802     | J.P. Künckel | Maasdijk 40 | 51° 57' 58" NB, 4° 12' 44" OL | 514749 | Meer afbeeldingen |

## Monster
De plaats Monster kent 9 rijksmonumenten:
| Object                                                            | Oorspronkelijke functie?  | Bouwjaar              | Architect           | Locatie             | Coördinaten?                 | Nr.?   | Afbeelding                             |
| ----------------------------------------------------------------- | ------------------------- | --------------------- | ------------------- | ------------------- | ---------------------------- | ------ | -------------------------------------- |
| St.Machutus                                                       | Kerk en kerkonderdeel     | 1828-1831             | Samuel van Rijswijk | Choorstraat 103     | 52° 1' 18" NB, 4° 10' 38" OL | 30042  | Meer afbeeldingen                      |
| De vier Winden                                                    | Industrie- en poldermolen | 1882                  |                     | Haagweg 2           | 52° 1' 49" NB, 4° 10' 42" OL | 30043  | Meer afbeeldingen                      |
| Nederlands Hervormde Kerk, oorspronkelijk gewijd aan St. Machutus | Kerk en kerkonderdeel     | 14e eeuw              |                     | Kerkplein 1         | 52° 1' 19" NB, 4° 10' 19" OL | 30044  | Meer afbeeldingen                      |
| Druivenmuur, noordelijk afscheiding                               | Boerderij                 | tweede helft 19e eeuw |                     | Poeldijkseweg bij 1 | 52° 1' 19" NB, 4° 11' 9" OL  | 525136 | Meer afbeeldingen                      |
| Druivenmuur, westelijke erfafscheiding                            | Boerderij                 | tweede helft 19e eeuw |                     | Poeldijkseweg bij 1 | 52° 1' 16" NB, 4° 11' 13" OL | 525137 | Druivenmuur, westelijke erfafscheiding |
| Watertoren                                                        | Nutsbedrijf               | 1887                  | N. Biezeveld        | Haagweg 82          | 52° 2' 47" NB, 4° 12' 9" OL  | 525139 | Meer afbeeldingen                      |
| Betonnen klaarbassin(s)                                           | Nutsbedrijf               | 1900-1910             |                     | Haagweg bij 82      | 52° 2' 47" NB, 4° 12' 9" OL  | 525140 | Upload foto                            |
| Pompstation en snelfiltergebouw                                   | Nutsbedrijf               | 1940                  |                     | Haagweg bij 82      | 52° 2' 47" NB, 4° 12' 9" OL  | 525141 | Pompstation en snelfiltergebouw        |
| Grafkelder van de familie Herkenrath met elf grafkisten           | Begraafplaats en -onderdl | tussen 1844 en 1847   |                     | Duinpan nabij brug  | 52° 1' 26" NB, 4° 10' 0" OL  | 525142 | Meer afbeeldingen                      |

## Naaldwijk
De plaats Naaldwijk kent 23 rijksmonumenten:
| Object                                                                                               | Oorspronkelijke functie?  | Bouwjaar                                   | Architect   | Locatie                      | Coördinaten?                  | Nr.?   | Afbeelding                                                                |
| --- | ------------------------- | ------------------------------------------ | ----------- | ---------------------------- | ----------------------------- | ------ | ------------------------------------------------------------------------- |
| Oude raadhuis                                                                                        | Overheidsgebouw           | 1632                                       |             | Herenstraat 6                | 51° 59' 34" NB, 4° 12' 27" OL | 30160  | Meer afbeeldingen                                                         |
| Pand met tuitgevel met ankers en gemetselde tudorbogen boven de vensters                             | Werk-woonhuis             | 17e eeuw                                   |             | Herenstraat 31               | 51° 59' 35" NB, 4° 12' 24" OL | 30161  | Meer afbeeldingen                                                         |
| Heilige Geesthofje: hofje met twaalf woningen van bijzonder fraaie geheel lage huisjes met topgevels | Sociale zorg, liefdadigh. | 1612                                       |             | Heilige Geest Hofje 1-12     | 51° 59' 34" NB, 4° 12' 34" OL | 30162  | Meer afbeeldingen                                                         |
| Kapel, op de muur van de kapel is een horizontale zonnewijzer ingemetseld                            | Kapel                     | begin 16e eeuw                             |             | Heilige Geest Hofje 7        | 51° 59' 33" NB, 4° 12' 35" OL | 30163  | Kapel, op de muur van de kapel is een horizontale zonnewijzer ingemetseld |
| Laag huisje met rechte dakgoot                                                                       | Woonhuis                  | begin 18e eeuw                             |             | Kerkstraat 3                 | 51° 59' 34" NB, 4° 12' 29" OL | 30164  | Laag huisje met rechte dakgoot                                            |
| Laag huisje met rechte dakgoot                                                                       | Woonhuis                  | aanvang 18e eeuw                           |             | Kerkstraat 4                 | 51° 59' 34" NB, 4° 12' 30" OL | 30165  | Laag huisje met rechte dakgoot                                            |
| Laag huisje met topgevel                                                                             | Woonhuis                  | aanvang 18e eeuw                           |             | Kerkstraat 5                 | 51° 59' 34" NB, 4° 12' 30" OL | 30166  | Laag huisje met topgevel                                                  |
| "Cruisbreuck" gemetselde stenen hekpijlers met fraaie bekroning. Aardige boerderij langhuis          | Boerderij                 | 17e eeuw (hekpijlers) 18e eeuw (boerderij) |             | Kruisweg 23                  | 51° 59' 26" NB, 4° 12' 54" OL | 30167  | Meer afbeeldingen                                                         |
| Oude Kerk, Nederlands Hervormde Kerk.                                                                | Kerk en kerkonderdeel     | 14e eeuw (tongewelf)                       |             | Wilhelminaplein 5            | 51° 59' 35" NB, 4° 12' 31" OL | 30168  | Meer afbeeldingen                                                         |
| Sint-Adrianuskerk                                                                                    | Kerk en kerkonderdeel     | 1930-1931                                  | Jos Margry  | Molenstraat 29               | 51° 59' 42" NB, 4° 12' 24" OL | 527120 | Meer afbeeldingen                                                         |
| Nederlands Hervormde pastorie; trapgevel en lijstgevel, gemetselde bogen boven de vensters           | Kerkelijke dienstwoning   | 17e en 18e eeuw                            |             | Wilhelminaplein 8            | 51° 59' 36" NB, 4° 12' 29" OL | 30169  | Meer afbeeldingen                                                         |
| Pomp                                                                                                 | Straatmeubilair           | 1629                                       |             | Wilhelminaplein tegenover 8  | 51° 59' 36" NB, 4° 12' 28" OL | 30170  | Meer afbeeldingen                                                         |
| Gashouder (Naaldwijk)                                                                                | Architectenbureau         | 1927                                       |             | Verspycklaan 72A             | 51° 59' 52" NB, 4° 12' 38" OL | 516148 | Meer afbeeldingen                                                         |
| Old Gaslighted House                                                                                 | Woonhuis                  | 1927                                       |             | Grote Woerdlaan 9            | 51° 59' 52" NB, 4° 12' 38" OL | 516149 | Old Gaslighted House                                                      |
| Regulateurshuisje                                                                                    | Nutsbedrijf               | 1927                                       |             | Grote Woerdlaan bij 9A       | 51° 59' 52" NB, 4° 12' 38" OL | 516150 | Meer afbeeldingen                                                         |
| Woonhuis in Classicistische trant (voormalig notariskantoor)                                         | Woonhuis                  | 1836                                       |             | Dijkweg 11                   | 51° 59' 44" NB, 4° 12' 30" OL | 516152 | Woonhuis in Classicistische trant (voormalig notariskantoor)              |
| Hek in Classicistische stijl                                                                         | Erfscheiding              | 19e eeuw                                   |             | Dijkweg 11                   | 51° 59' 45" NB, 4° 12' 30" OL | 516153 | Hek in Classicistische stijl                                              |
| Prieel                                                                                               | Tuin, park en plantsoen   | 1926                                       |             | Dijkweg 11                   | 51° 59' 45" NB, 4° 12' 30" OL | 516154 | Meer afbeeldingen                                                         |
| Watertoren (Naaldwijk)                                                                               | Nutsbedrijf               | 1930                                       | H. Sangster | Grote Woerdlaan 11           | 51° 59' 54" NB, 4° 12' 34" OL | 516156 | Meer afbeeldingen                                                         |
| Tramstation Naaldwijk                                                                                | Transport                 | 1907                                       |             | Verspycklaan 1               | 51° 59' 48" NB, 4° 12' 29" OL | 516157 | Meer afbeeldingen                                                         |
| Woonhuis in de stijl van de Nieuwe Haagse School                                                     | Woonhuis                  | 1926                                       | A. Claus    | 's-Gravenzandseweg 77        | 51° 59' 25" NB, 4° 12' 9" OL  | 516155 | Meer afbeeldingen                                                         |
| Vlietwoning                                                                                          | Boerderij                 | 1590-1610                                  |             | Burgemeester Elsenweg bij 45 | 51° 58' 54" NB, 4° 13' 13" OL | 527076 | Meer afbeeldingen                                                         |
| Pastorie van de Sint-Adrianuskerk                                                                    | Pastorie                  | 1930-1931                                  | Jos Margry  | Molenstraat 31               | 51° 59' 42" NB, 4° 12' 25" OL | 529795 | Meer afbeeldingen                                                         |

## Poeldijk
De plaats Poeldijk kent 3 rijksmonumenten:
| Object                                                    | Oorspronkelijke functie? | Bouwjaar      | Architect  | Locatie             | Coördinaten?                 | Nr.?   | Afbeelding                         |
| --------------------------------------------------------- | ------------------------ | ------------- | ---------- | ------------------- | ---------------------------- | ------ | ---------------------------------- |
| Boerderij "De Uithof"                                     | Boerderij                | 1717          |            | Wateringseweg 22    | 52° 1' 26" NB, 4° 13' 55" OL | 30045  | Meer afbeeldingen                  |
| Terrein waarin sporen van bewoning                        | Archeologisch monument   | Romeinse Tijd |            | Bij de Wateringsweg | 52° 1' 24" NB, 4° 14' 48" OL | 47122  | Terrein waarin sporen van bewoning |
| Veilinggebouw van de Poeldijkse Groenten- en Fruitveiling | Handel en kantoor        | 1929          | E. Reitsma | Monsterseweg 6      | 52° 1' 19" NB, 4° 12' 43" OL | 525143 | Meer afbeeldingen                  |

## 's-Gravenzande
De plaats 's-Gravenzande kent 11 rijksmonumenten:
| Object                                                                            | Oorspronkelijke functie?  | Bouwjaar               | Architect | Locatie            | Coördinaten?                  | Nr.?   | Afbeelding        |
| --------------------------------------------------------------------------------- | ------------------------- | ---------------------- | --------- | ------------------ | ----------------------------- | ------ | ----------------- |
| Dorpskerk                                                                         | Kerk en kerkonderdeel     | 1816 (ingebruikname)   |           | Langestraat 34     | 52° 0' 15" NB, 4° 9' 39" OL   | 18153  | Meer afbeeldingen |
| Café-restaurant "De Spaansche Vloot"                                              | Werk-woonhuis             | 1642                   |           | Marktplein 1       | 52° 0' 10" NB, 4° 9' 40" OL   | 18154  | Meer afbeeldingen |
| Raadhuis                                                                          | Bestuursgebouw en onderdl | 19e eeuw               |           | Langestraat 141    | 52° 0' 9" NB, 4° 9' 41" OL    | 18155  | Meer afbeeldingen |
| Sluishuis van de Oranjesluis; gebouw van eenvoudige doch harmonische architectuur | Waterkering en -doorlaat  | 1676                   |           | Maasdijk 226       | 51° 58' 14" NB, 4° 12' 10" OL | 18156  | Meer afbeeldingen |
| Pand met trapgevel, gemetselde bogen boven de vensters                            | Werk-woonhuis             | 1639 (muurankers)      |           | Marktplein 10      | 52° 0' 10" NB, 4° 9' 45" OL   | 18157  | Meer afbeeldingen |
| Pomp op plein                                                                     | Straatmeubilair           | 17e eeuw               |           | Marktplein bij 10  | 52° 0' 11" NB, 4° 9' 41" OL   | 18158  | Meer afbeeldingen |
| Molen van Maat                                                                    | Industrie- en poldermolen | 1909                   |           | Naaldwijkseweg 117 | 51° 59' 41" NB, 4° 9' 48" OL  | 18159  | Meer afbeeldingen |
| Hoeve Staelduin                                                                   | Boerderij                 | 1800                   |           | Peppellaan 2       | 51° 58' 36" NB, 4° 10' 3" OL  | 18160  | Meer afbeeldingen |
| Lambertus Kerk                                                                    | Kerk en kerkonderdeel     | 1872-1873              |           | Maasdijk 189       | 51° 58' 44" NB, 4° 11' 9" OL  | 527866 | Meer afbeeldingen |
| Sluis                                                                             | Waterkering en -doorlaat  | 1857 (stichtingssteen) |           | Maasdijk bij 208   | 51° 58' 28" NB, 4° 11' 34" OL | 527867 | Sluis             |
| Kassen                                                                            | Boerderij                 | 1930                   |           | Groeneweg bij 155  | 51° 58' 27" NB, 4° 12' 9" OL  | 528732 | Kassen            |

## Wateringen
De plaats Wateringen kent 13 rijksmonumenten:
| Object | Oorspronkelijke functie?  | Bouwjaar                                   | Architect                      | Locatie              | Coördinaten?                 | Nr.?   | Afbeelding                                                                                                  |
| --- | ------------------------- | ------------------------------------------ | ------------------------------ | -------------------- | ---------------------------- | ------ | --- |
| Sint-Jan de Doperkerk                                                                                       | Kerk en kerkonderdeel     | 1900-1901                                  | A.A.J.Margry en J.M.Snickers   | Herenstraat 162-164  | 52° 1' 34" NB, 4° 16' 51" OL | 38406  | Meer afbeeldingen                                                                                           |
| Hof van Wateringen                                                                                          | Boerderij                 | eerste helft 17e eeuw                      |                                | Hoflaan 1            | 52° 1' 28" NB, 4° 16' 13" OL | 38407  | Meer afbeeldingen                                                                                           |
| Windlust | Industrie- en poldermolen | 1869                                       |                                | Heulweg 10           | 52° 1' 22" NB, 4° 16' 20" OL | 38408  | Meer afbeeldingen                                                                                           |
| Boerderij "Suydervelt"                                                                                      | Boerderij                 | 17e-eeuws                                  |                                | Heulweg 18           | 52° 1' 19" NB, 4° 16' 11" OL | 38409  | Meer afbeeldingen                                                                                           |
| Nederlands Hervormde Kerk                                                                                   | Kerk en kerkonderdeel     | 1532                                       |                                | Plein 9              | 52° 1' 27" NB, 4° 16' 29" OL | 38410  | Meer afbeeldingen                                                                                           |
| Toren van de Nederlands Hervormde Kerk                                                                      | Kerk en kerkonderdeel     |                                            |                                | Plein 9              | 52° 1' 27" NB, 4° 16' 28" OL | 38411  | Meer afbeeldingen                                                                                           |
| Terrein waarin overblijfselen van een curtis (a), het kasteel van Wateringen (b), een klooster Datering (c) | Archeologisch monument    | Middeleeuwen (a) Middeleeuwen (b) 1485 (c) |                                | bij Hofpark          | 52° 1' 29" NB, 4° 16' 11" OL | 46175  | Terrein waarin overblijfselen van een curtis (a), het kasteel van Wateringen (b), een klooster Datering (c) |
| Pastorie | Kerkelijke dienstwoning   | 1900-1901                                  | A.A.J. Margry en J.M. Snickers | Herenstraat bij 162  | 52° 1' 35" NB, 4° 16' 52" OL | 518161 | Meer afbeeldingen                                                                                           |
| Hekwerk van RK-complex van de Sint-Jan de Doperkerk                                                         | Erfscheiding              | 1900                                       |                                | Herenstraat bij 162  | 52° 1' 35" NB, 4° 16' 51" OL | 518162 | Hekwerk van RK-complex van de Sint-Jan de Doperkerk                                                         |
| Heilig Hartbeeld op op het voorterrein links van de Sint-Jan de Doperkerk                                   | Gedenkteken               | 1900                                       |                                | Herenstraat bij 162  | 52° 1' 35" NB, 4° 16' 51" OL | 518163 | Meer afbeeldingen                                                                                           |
| Fruitmuur, oostwestelijk van de Sint-Jan de Doperkerk                                                       | Erfscheiding              | 1809                                       |                                | Herenstraat 162-164  | 52° 1' 35" NB, 4° 16' 51" OL | 518164 | Fruitmuur, oostwestelijk van de Sint-Jan de Doperkerk                                                       |
| Raadhuis | Bestuursgebouw en onderdl | 1938                                       | Alexander Kropholler           | Plein 13             | 52° 1' 29" NB, 4° 16' 27" OL | 518166 | Meer afbeeldingen                                                                                           |
| Fruitmuur                                                                                                   | Erfscheiding              | ca. 1900                                   |                                | Poeldijkseweg bij 34 | 52° 1' 36" NB, 4° 15' 9" OL  | 518167 | Fruitmuur                                                                                                   |

Alblasserdam ·
Albrandswaard ·
Alphen aan den Rijn ·
Barendrecht ·
Bodegraven-Reeuwijk ·
Capelle aan den IJssel ·
Delft ·
Den Haag ·
Dordrecht ·
Goeree-Overflakkee ·
Gorinchem ·
Gouda ·
Hardinxveld-Giessendam ·
Hendrik-Ido-Ambacht ·
Hillegom ·
Hoeksche Waard‎ ·
Kaag en Braassem ·
Katwijk ·
Krimpen aan den IJssel ·
Krimpenerwaard ·
Lansingerland ·
Leiden ·
Leiderdorp ·
Leidschendam-Voorburg ·
Lisse ·
Maassluis ·
Midden-Delfland ·
Molenlanden ·
Nieuwkoop ·
Nissewaard ·
Noordwijk ·
Oegstgeest ·
Papendrecht ·
Pijnacker-Nootdorp ·
Ridderkerk ·
Rijswijk ·
Rotterdam ·
Schiedam ·
Sliedrecht ·
Teylingen ·
Vlaardingen ·
Voorne aan Zee ·
Voorschoten ·
Waddinxveen ·
Wassenaar ·
Westland ·
Zoetermeer ·
Zoeterwoude ·
Zuidplas ·
Zwijndrecht